# Людина взаємна
Людина взаємна (Homo reciprocans) або взаємна людина - концепція людини в деяких економічних теоріях, які розглядяють людей як гравців, мотивованих бажанням поліпшувати своє середовище через співпрацю. Концепція людини взаємної стверджує, що люди мають схильність до співпраці. Вони будуть йти на компроміс для досягнення балансу між тим, що краще для них і що краще для соціального середовища, частиною якого вони є. 
Ця концепція різко контрастує з концепцією Людини економічної, яка вважає, що людина мотивована внятково власними особистими інтересами.
При цьому вона повністю узгоджується з концепцією людини діючої (Homo agens), яка розроблена в рамках праксеології економістом Австрійської школи Людвігом фон Мізесом.
Однак, людина взаємна також мотивована почуттям гідності. Якщо інший гравець робить щось несправедливе або образливе, перший гравець готовий зазнати втрат, відмовитись від корисного для себе, щоб лише цей інший гравець постраждав. Типовим прикладом такого типу взаємодії є торг з крамаром, при якому крамар хоче продати товар, а корислива людина хоче купити його. Корислива людина повинна пропонувати ціну обережно. Крамар може погодитися на нижчу ціну, якщо він ще отримає деяку вигоду від продажу товару. Але якщо корислива людина запропонує нереально низьку ціну, це може образити торговця, і він може відмовитись тільки на тій підставі, що він ображений, свідомо і навмисно втрачаючи продаж.